# Estação Zackenberg

Localização da Estação Zackenberg, no Parque Nacional do Nordeste da Gronelândia.

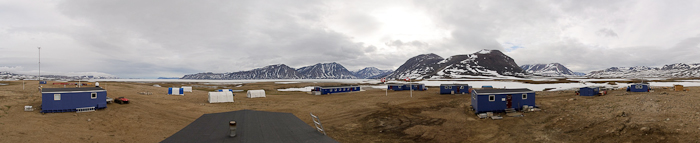
Estação Zackenberg

Estação Zackenberg (Zackenberg ou ainda ZERO - Zackenberg Ecological Research Operations) é uma estação de pesquisa do ecossistema, no Parque Nacional do Nordeste da Gronelândia. A sua construção foi iniciada em 1995 e oficialmente inaugurada em agosto de 1997.

## Instalações
Zackenberg tem 10 edifícios que ocupam os equipamentos científicos e laboratórios, acomodações e uma sala de comunicação. A estação pode hospedar até 25 pessoas ao mesmo tempo, com mais 15 pessoas na estação mais próxima Daneborg. A Estação Zackenberg tem sido normalmente aberta aos cientistas de junho a agosto, mas desde 2007, a estação está aberta desde maio a outubro, pelo que não tem população permanente. A pesquisa é dedicada ao ecossistema. 